# Gymnostomum jacksharpii
Gymnostomum jacksharpii är en bladmossart som beskrevs av Bruce H. Allen 1990. Gymnostomum jacksharpii ingår i släktet kalkkuddmossor, och familjen Pottiaceae. Inga underarter finns listade i Catalogue of Life.